# 斯尼茲費里 (北卡羅萊納州)
斯尼茲費里（英語：Sneads Ferry）是位於美國北卡羅萊納州昂斯洛縣的普查規定居民點。

## 人口
根據2020年美國人口普查的數據，斯尼茲費里的面積為15.12平方千米，當中陸地面積為9.84平方千米，而水域面積為5.28平方千米。當地共有人口2548人，而人口密度為每平方千米168.52人。